# دنيس سميث (لاعب كريكت)
دنيس سميث (8 يناير 1913 في أستراليا - 25 يناير 1986) (بالإنجليزية: Dennis Smith)‏ هو لاعب كريكت نيوزلندي. شارك مع منتخب نيوزيلندا الوطني للكريكت. أما مع النوادي، فقد لعب مع فريق كانتربري للكريكت ‏ وفريق أوتاغو للكريكت ‏.

## وصلات خارجية
- دينيس سميث على موقع إي آس بي آن كريك إنفو (الإنجليزية)